# John Knight (Entdecker)
John Knight (* 16. Jahrhundert; verschollen am 26. Juni 1606 vor der Küste der Labrador-Halbinsel) war ein englischer Seefahrer.

## Expeditionen
Knight war 1605 Kapitän eines Schiffs auf der ersten von drei dänischen Grönlandexpeditionen unter Christian IV. unter John Cunningham. Danach kehrte er nach England zurück und wurde im folgenden Jahr zum Leiter einer von der britischen Ostindischen Kompanie und der russischen Muscovy-Handelsgesellschaft in Auftrag gegebenen Expedition zur Entdeckung der Nordwestpassage ernannt. Zuvor hatte bereits George Weymouth 1602 eine Reise vor die Küste von Labrador unternommen und konnte tief in die Hudsonstraße vordringen; Knight sollte das Gebiet weiter erkunden.
Am 18. April stach die Expedition an Bord der Hopewell (40 Tonnen) von England aus in See. Ohne besondere Schwierigkeiten überquerten sie den Atlantik, vor Grönland traf man allerdings bereits auf dichtes Packeis. Am 14. Juni geriet das Schiff auf 57°25'N vor der Küste der Labrador-Halbinsel in einen schweren Sturm. Fünf Tage später konnte Knight das beschädigte Schiff auf 46°48'N (vermutlich nahe der heutigen Ortschaft Nain) in eine kleine Bucht retten und ließ es mit Tauen am Ufer befestigen. Unglücklicherweise zog ein weiterer Sturm auf, der Packeis in die Bucht drückte, wodurch die Ruderanlage völlig zerstört wurde und die Taue sich lösten. Um weitere Schäden zu verhindern, ließ Knight die Hopewell, in die inzwischen eine beträchtliche Menge Wasser eingedrungen war, in der Bucht auf Grund setzen. Nachdem der Sturm abgeklungen war, begab sich Knight mit seinem Bruder Gabriel und drei Mitgliedern der Mannschaft am 26. Juni mit einem Beiboot auf die Suche nach einer besser geschützteren Bucht, um dort das Schiff reparieren zu können. Knight, Gabriel und ein Matrose gingen nach etwa einer Meile an einer größeren Insel an Land, während die beiden übrigen Crewmitglieder am Boot zurückblieben. Als die Gruppe um Knight bis 11 Uhr abends nicht wieder aufgetaucht war, kehrten die beiden allein zum Schiff zurück. Zwei Nächte später wurden die noch verbliebenen acht Männer der Expedition von einem Stamm Indianer angegriffen, die sie jedoch vertreiben konnten. Nachdem die Mannschaft das Schiff wieder notdürftig repariert hatte, machten sie sich auf die Rückfahrt und erreichten Dartmouth am 24. September.
Nach ihrer Rückkehr wurde die Schilderung der Mannschaft über das Verschwinden von Knight angezweifelt und sie stattdessen der Meuterei verdächtigt. Dies gilt heute jedoch als unwahrscheinlich, da Knights Logbuch keine Berichte über Unstimmigkeiten mit der Crew enthält, und Knight zudem bei der Reparatur des Schiffes von großer Hilfe hätte sein können.